# Dominique Badji
Dominique Badji (* 16. Oktober 1992 in Dakar, Senegal) ist ein senegalesischer Fußballspieler.

## Karriere

### Jugend
Badji zog nach der Geburt in Dakar, Senegal, zuerst nach Tansania und später nach Simbabwe. Für seine Bildung entschied sich Badji in die USA zu emigrieren. Zuerst besuchte er zwei Jahre die Episcopal High School in Alexandria, Virginia, bevor er an die Boston University ging. Dort begann er auch seine fußballerische Karriere zu verfolgen. Während seiner Zeit bei den Boston University Terriers erhielt Badji zahlreiche Auszeichnungen. 2014 wurde er sowohl ins „All Region First Team“ als auch zum „Patriot League Offensive Player of the Year“ gewählt.
Aufgrund seiner hervorragenden Leistungen wurde er 2015 zum MLS Combine in Fort Lauderdale, Florida eingeladen. Dort bestach er vor allem durch seine exzellente Fitness. So legte er zum Beispiel 30 Meter in nur 3,98 Sekunden zurück und absolvierte den „5-10-5 dash“ in 4,1 Sekunden. Badji war der einzige Teilnehmer, der in jeder Disziplin an diesem Tag die volle Punktzahl von 10 erhalten hatte.

### Colorado Rapids
Am 15. Januar 2015 wurde Badji während des „MLS SuperDrafts“ als 67. Spieler von den Colorado Rapids ausgewählt. Nachdem er die Trainer während der Saisonvorbereitung überzeugt hatte, unterschrieb er am 4. März seinen ersten MLS-Profivertrag. Seinen ersten Profitreffer erzielte er am 10. April gegen den FC Dallas. Aufgrund seiner guten Leistungen wurde er daraufhin zusammen mit seinem damaligen Teamkollegen Dillon Powers ins Team der Woche gewählt. Im Sommer des Jahres wurde er bis zum Ende der Saison erst einmal an Charlotte Independence in die USL League One verliehen.

### FC Dallas
Nach der Hinrunde der Spielzeit 2018 erfolgte sein Wechsel, als Free Agent, zum FC Dallas, mit dem er es in seiner ersten Saison bis in die Play-offs schaffte. In der darauffolgenden Saison kam er nach einer Muskelverletzung am Anfang der Saison fast in jeder Ligapartie zum Einsatz.

### Nashville SC
Durch die Liga-Erweiterung wurde er zum Start der Saison 2020 an das neue Franchise Nashville SC transferiert. Nach einem guten Start und nach dem Covid-bedingten Neustart Mitte August kam er zu viel Einsatzzeit. Ab Ende September wurde er nicht mehr berücksichtigt, weitere kurze Einsätze kamen erst im Mai 2021 hinzu.

### Rückkehr zu Colorado Rapids
Im Sommer 2021 kehrte er zu den Colorado Rapids zurück, bei denen er nun zwar Einsätze bekam, aber zumeist auch nur den Status eines Ergänzungsspieler hatte.

### FC Cincinnati
Er verließ Colorado nach nicht einmal einem halben Jahr wieder und schloss sich dem FC Cincinnati an. Hier bekam er zum Saisonstart 2022 wieder mehr Spielminuten, fiel aber im Juni und Juli aufgrund einer Beinverletzung aus. Danach kam er nur noch schwerlich wieder zurück und sammelte in den verbleibenden Partien größtenteils nur Spielminuten im einstelligen Bereich. Auch die Saison 2023 startete für ihn auf diese Weise. Erst im Mai bekam er wieder mehr Spielzeit, wurde dann aber im Sommer erneut aufgrund einer Beinverletzung aus der Bahn geworfen. Von dieser Verletzung kam er zwar diesmal besser zurück,  sein endender Vertrag mit Cincinnati wurde jedoch nicht verlängert.

### Bandirmaspor
Anfang 2024 verließ er erstmals in seiner Karriere die USA und schloss sich in der Türkei dem Zweitligisten Bandirmaspor an. Dort bekam er jedoch auch nur sporadisch Einsätze und wenn, dann immer erst ab dem letzten Viertel des Spiels. So machte er nur sieben Partien für die Mannschaft und erzielte ein Tor. Am 28. April 2024 wurde er bei einem Auswärtsspiel gegen Kocaelispor in der 84. Minute für Remi Mulumba eingewechselt, beging aber in der 90. +5. Minute ein so grobes Foul, dass er eine Rote Karte erhielt. Dies führte dazu, dass er in den zwei letzten Saisonspielen gesperrt war. Nach der Saison verließ er das Team. 

### D.C. United
Zurück in den USA, schlug er nun Mitte Juli 2024 bei D.C. United auf. Dort kommt er nun wieder durchgehender zum Einsatz, fiel im Mai 2025 aber erneut aufgrund einer Oberschenkelverletzung aus.